# Long Tall Sally (EP)
Long Tall Sally är en EP-skiva av den brittiska rockgruppen The Beatles, utgiven den 19 juni 1964 i Storbritannien. Samtliga sånger på EP-skivan är coverversioner, även "I Call Your Name", som är skriven av John Lennon och Paul McCartney, men först inspelad och utgiven av Billy J. Kramer. Sångerna "Long Tall Sally" och "I Call Your Name" hade redan släppts i april 1964 i Nordamerika på albumet The Beatles' Second Album, medan sångerna "Slow Down" samt "Matchbox" släpptes i juli samma år på albumet Something New.
EP-skivans omslagsbild är tagen av The Beatles fotograf Robert Freeman.

## Medverkande
- John Lennon – sång, kompgitarr
- Paul McCartney – sång, basgitarr
- George Harrison – sologitarr
- Ringo Starr – sång, trummor, koskälla

### Övriga medverkande
- George Martin – piano, producent

## Låtlista
| 1. | "Long Tall Sally"  | Robert Blackwell, Enotris Johnson, Richard Penniman | Paul McCartney | 2:03 |
| 2. | "I Call Your Name" | John Lennon, Paul McCartney                         | John Lennon    | 2:09 |

| 1.           | "Slow Down"  | Larry Williams | John Lennon  | 2:56 |
| 2.           | "Matchbox"   | Carl Perkins   | Ringo Starr  | 1:58 |
| Total längd: | Total längd: | Total längd:   | Total längd: | 9:06 |